# Dulgubnusok
A dulgubnusok, más forrásokban: dulgubinusok, ókori germán néptörzs, amely Tacitus „Germania” című munkája szerint az angrivariusok és a chamavusok törzsétől keletre lakott. Klaudiosz Ptolemaiosz Doulgoumnioi néven még keletebbre, a longobárdok szomszédságába helyezte őket, eszerint valahol a longobárdok és a cheruskok között élhettek.